# Mercedes-Benz EQG
Mercedes-Benz G 580 EQ Technology (W 465) — електричний середньорозмірний повнопривідний позашляховик класу люкс, вироблений німецьким автовиробником Mercedes-Benz. Він є частиною сімейства EQ, асортимент якого розшириться до 10 нових моделей до 2022 року.  G 580 базується на існуючому звичайному Mercedes-Benz G-Клас другого покоління з двигуном ICE.

## Опис

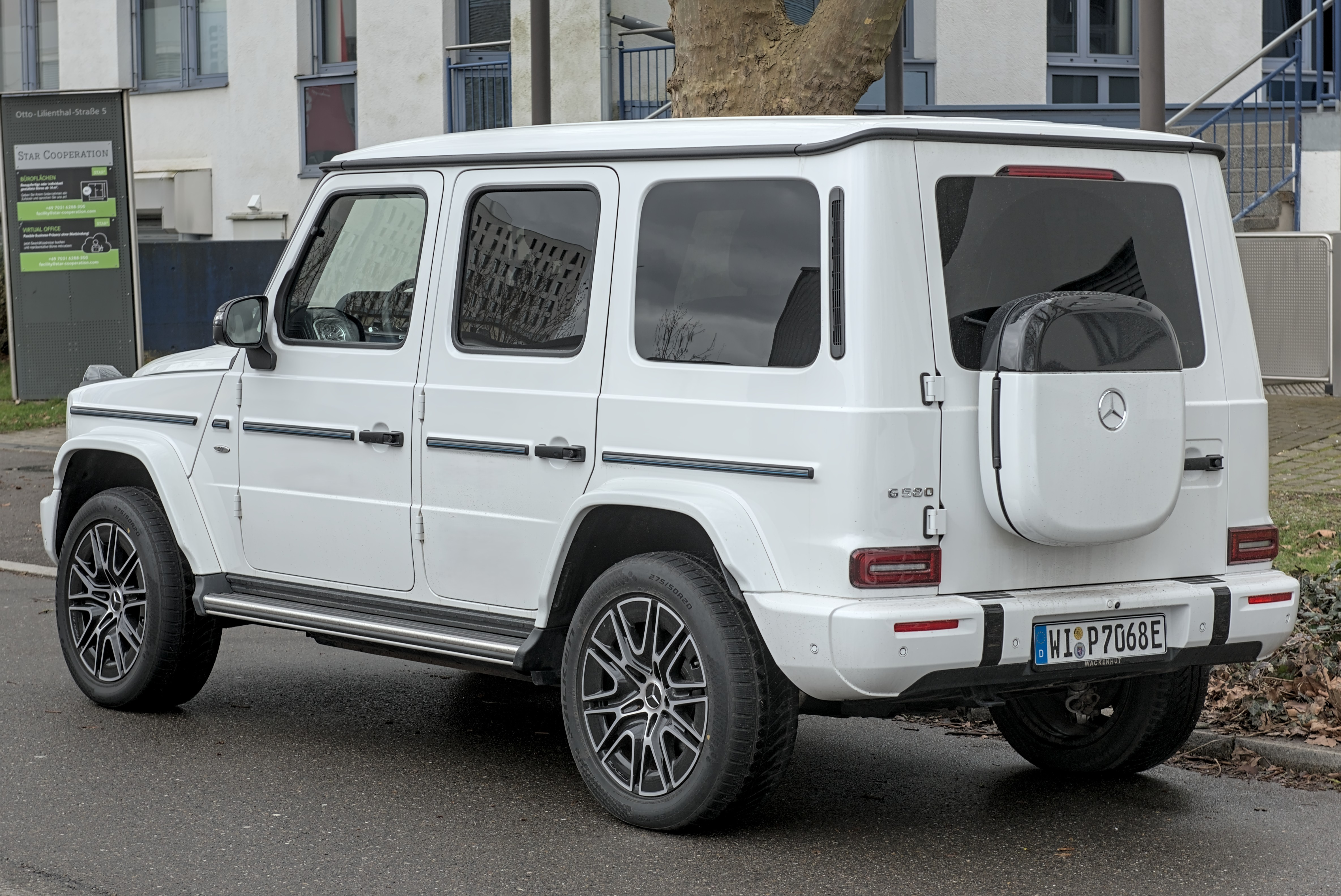
Mercedes-Benz G 580 EQ Technology (W465)

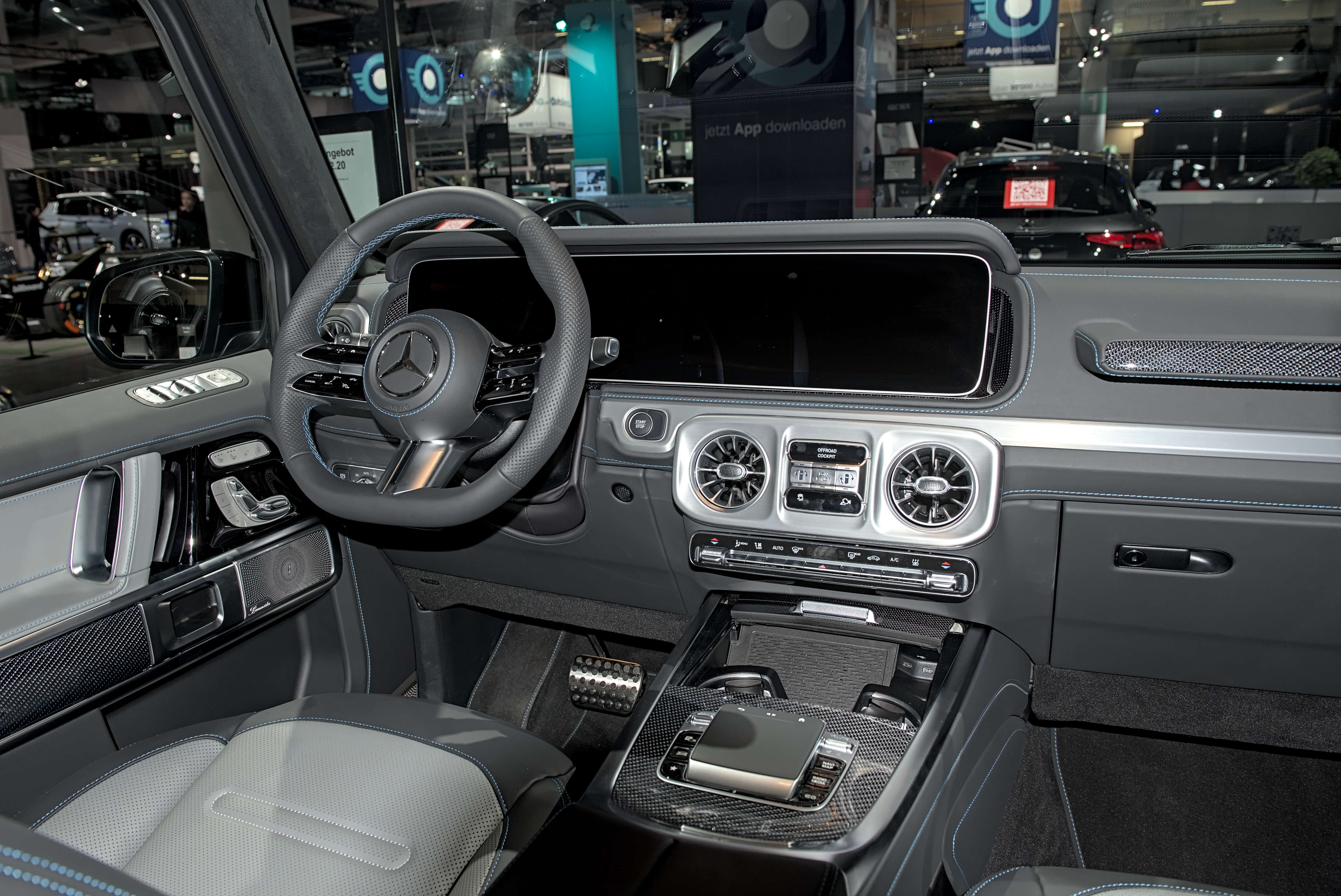
Салон

5 вересня 2021 року Mercedes-Benz попередньо представив Concept EQG, концепт-кар G-класу з повним електроприводом, на IAA Mobility 2021 у Мюнхені. Зовні Concept EQG має стиль другого покоління G-класу (W463) з оновленими елементами, що відрізняють електричний варіант, такими як квадратна шина, широке додаткове світлодіодне освітлення, включаючи світлодіодну чорну панельну решітку, оновлені передня та задня панелі, новий 22-дюймові диски, а також спеціальний багажник на даху. Хоча Mercedes-Benz ще не розкрив технічних даних, Concept EQG має чотири електромотори, які розташовані ближче до коліс і можуть працювати незалежно; акумулятори ємністю 108 кВт/год. Крім того, двошвидкісна коробка передач дозволяє знижувати передачу для пересування по бездоріжжю. Назви моделей: EQG 560 4MATIC і EQG 580 4MATIC, а також, за чутками, варіант AMG.
Mercedes-Benz EQG може виконувати «розворот танка» на 180 градусів у вузьких місцях, коли ліве та праве колеса обертаються в протилежних напрямках.
Серійна версія підтверджена на 2024 рік.

## Модифікації
- G 580 з EQ технологією - чотири електродвигуни YASA 587 к.с. 1164 Н·м батарея 116 кВт·год, 434–473 км по циклу WLTP